# المرتاحية (عمل)

خريطة للدلتا في عهد الكور الكبرى تظهر فيها حدود الكورة

أعمال المرتاحية هو تقسيم جُغرافي مصري استُحدث في عصر الدولة الفاطمية على أراضي كورة نوسا إحدى كور الوجه البحري في مصر، وكانت قاعدتها بلدة نوسا. وقد عٌرفت بالمرتاحية نسبة إلى طائفة من الجند المغاربة الذين دخلوا مصر مع جوهر الصقلي، ورغبوا في اعتزال العسكرية وامتهان الزراعة، فأنزلهم في تلك الكورة، فصارت تعرف بالمرتاحية. وقد ألغيت تلك الأعمال لاحقًا في الروك الناصري، وضمّت إلى أعمال الدقهلية، فصارت تُعرف رسميًا بالأعمال الدقهلية والمرتاحية.

## نواحي أعمال المرتاحية

### نواحي لا زالت موجودة إلى اليوم
عدّ الوزير الأسعد بن مماتي قرى تلك الأعمال في كتابه قوانين الدواوين، فذكر منها:
| المحافظة | المركز     | القرى |
| -------- | ---------- | --- |
| الدقهلية | أجا        | أجا · بو داود · شنشا · منية بزّو · البهو ومنية فوريك · البيلوق · تدارس · الغراقة · المنظرة · بلجهور · بقطارس · جراح · منية جلموه · ديرب بلجهور · منية حماقة · ذروى · سنبخت · سنجيد · شبراويش · شنيسة · شيوة بنا · منية قرموط · المشعلية · سفط البهو · منية سمنود · منية العامل · منية فضالة · منية معاند · منية نوسا · نوسا (قاعدة الأعمال المرتاحية) |
| الدقهلية | السنبلاوين | المتوة · شبرا قباله · شبراهور · طمويه · طمباره · قرقيرة · نوب سموط · منية الشاميين |
| الدقهلية | المنصورة   | شاوة سلّنت · منية نقيطه · منية البقلي · منية الحواوشة · خليج قزمان · الطنبوقين القبلي والبحري · أويش الحجر · بهقيرة · بدين · بربنسقه · بلجايه · تلبانة عدي · الجُديّدة · منية الأخرس · دبو · سلكا · سلّنت · شبرا بدين · طناح · منية الفضليين · كوم بني مراس · منى سندوب · منية الصارم · منية خيرون · منية عزون · منية علي · منية عوام                    |
| الدقهلية | منية النصر | منشية ابن غالب · منية عاصم |

### نواحي اندثرت مُحدّدة الموقع
- البشطمير[3] دخلت أراضيها الآن في أراضي مدينة المنصورة[19]
- البشع[3] دخلت أراضيها في أراضي قرية طناح[19]
- العزيزية، وكانت من توابع قرية سلّنت[8]
- المبطط[8] دخلت أراضيها في أراضي قرية نوب سموط[20]
- سندوب[13] دخلت الآن ضمن حيّز مدينة المنصورة
- شبرا بلوق[5] دخلت أراضيها في أراضي قرية أبو داود العنب[21]
- شبرا بلوله كانت مجاورة لقرية طنامل[5]
- منية بجانه[10] دخلت أراضيها في أراضي قرية الخشاشنة[22]
- منية شجيره كانت من توابع منية سمنود.[6]
- منية غشماسه[10] دخلت أراضيها في أراضي قرية برج نور الحمص[23]
- منية مصلح كانت من توابع شنشا[10]

### نواحي اندثرت مجهولة الموقع
- أنتوبه[3]
- البدموسين[3]
- جديله[9]
- شبرا مكراوه[5]
- منية الشبول[10]
- منية شافع[6]